# فرانك دبليو. رولينز
فرانك دبليو. رولينز هو محامي وسياسي أمريكي، ولد في 24 فبراير 1860 في كونكورد في الولايات المتحدة، وتوفي بنفس المكان في 27 أكتوبر 1915. نشط حزبياً في New Hampshire Republican State Committee ‏ والحزب الجمهوري. وقد انتخب عضو مجلس ولاية نيوهامبشير ‏ وانتخب List of presidents of the New Hampshire Senate ‏ وانتخب حاكم نيو هامبشاير ‏.